# Giao Châu
Giao Châu (chữ Hán: 交州) là một châu hoặc phủ thời xưa, bao trùm vùng đất miền Bắc Việt Nam ngày nay. Ban đầu Giao Châu còn bao gồm một phần đất Quảng Tây và Quảng Đông thuộc Trung Quốc ngày nay.

## Nhà Đông Hán

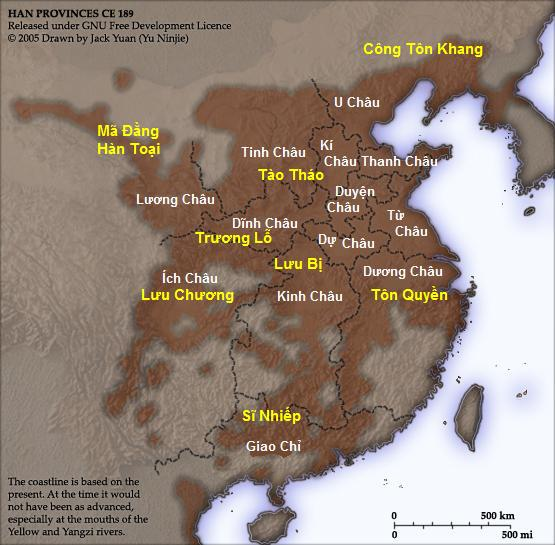
Bản đồ Giao Châu cuối thời Đông Hán (208).

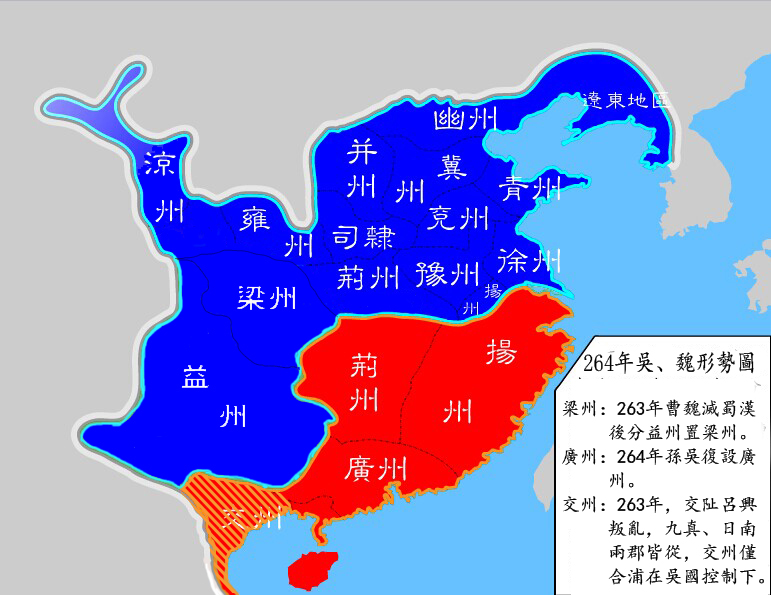
Bảm đồ Tam quốc năm 264. Giao Châu từ năm 263 do Lã Hưng chiếm giữ.

Năm 203, Giao Châu được vua Hiến Đế nhà Đông Hán đổi tên từ bộ Giao Chỉ trên cơ sở đề nghị của Sĩ Nhiếp, thái thú quận Giao Chỉ và Trương Tân, thứ sử bộ Giao Chỉ.
Khi đó Giao Châu là một cấp hành chính (châu), gồm 9 quận là: Giao Chỉ, Cửu Chân, Nhật Nam, Đam Nhĩ, Châu Nhai (Đam Nhĩ và Châu Nhai nay thuộc đảo Hải Nam), Nam Hải, Hợp Phố, Quế Lâm, Thương Ngô (nay thuộc Quảng Tây và Quảng Đông). Trị sở ban đầu đặt tại huyện Liên Lâu rồi dời sang huyện Quảng Tín (thành phố Ngô Châu thuộc Quảng Tây ngày nay), sau chuyển về Phiên Ngung (thành phố Quảng Châu thuộc tỉnh Quảng Đông ngày nay).

Thời Hán mạt và Tam Quốc, nhân dân Giao Chỉ đã nhiều lần nổi lên giết chết các thứ sử Giao Châu là Chu Phù rồi Trương Tân. Sau đó Nhà Hán đã phong cho thái thú quận Giao Chỉ là Sĩ Nhiếp làm Tuy Nam Trung lang tướng, tổng đốc 7 quận.

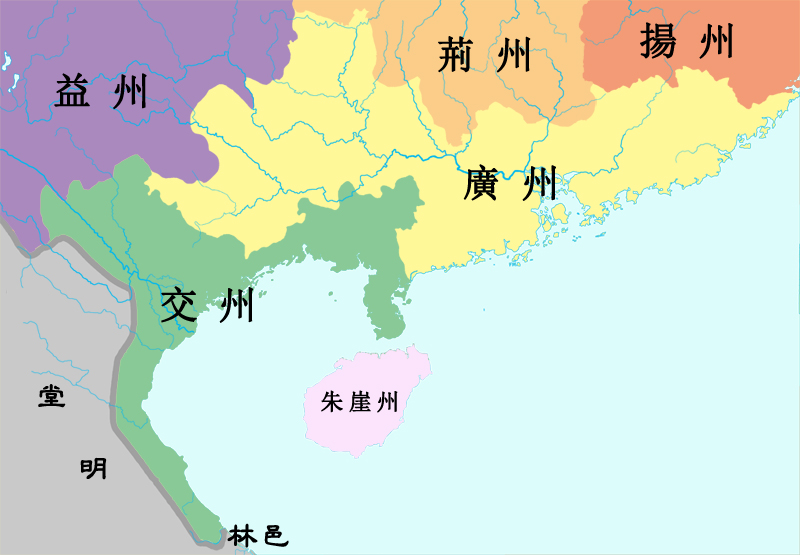
Bản đồ Giao Châu (màu xanh) và Quảng Châu (màu vàng) năm 264, thời Đông Ngô

## Tam Quốc
Năm 210, Tôn Quyền sai quan là Bộ Chất sang làm thứ sử Giao Châu, Thái thú Sĩ Nhiếp tuân phục nhà Đông Ngô, giữ chức Tả tướng quân.
Sau khi Sĩ Nhiếp mất (226), Đông Ngô đã chia Giao Châu ra làm hai châu: Quảng Châu gồm các quận Nam Hải, Uất Lâm, Thương Ngô cho Lữ Đại (Lã Đại) làm Thứ sử và Giao Châu (mới) gồm các quận Hợp Phố, Giao Chỉ, Cửu Chân, Nhật Nam cho Đái Lương làm Thứ sử. Trần Thì làm Thái thú Giao Châu thay Sĩ Nhiếp. Sĩ Huy, con Sĩ Nhiếp làm thái thú quận Cửu Chân, nhưng Sĩ Huy không tuân lệnh mà dấy binh chiếm giữ quận Giao Chỉ. Thứ sử Giao Châu (mới) là Đới Lương và thứ sử Quảng Châu là Lã Đại cùng hợp binh tiến đánh, dụ hàng và giết chết mấy anh em Sĩ Huy. Sau đó Đông Ngô lại sáp nhập Quảng Châu với Giao Châu như cũ, phong Lã Đại làm thứ sử Giao Châu. Lã Đại tiến quân đến quận Cửu Chân tàn sát hàng vạn người. Giao Châu mới gồm có 7 quận: là 4 quận cũ: Giao Chỉ, Cửu Chân, Nhật Nam, Hợp Phố và 3 quận mới: Tân Xương, Vũ Bình và Cửu Đức, bao gồm miền Bắc Việt Nam cộng thêm khu vực Khâm Châu (thuộc Quảng Tây) ngày nay và bán đảo Lôi Châu thuộc tỉnh Quảng Đông) ngày nay (ba quận mới được thành lập thời Tôn Hạo và giữ nguyên đến thời nhà Tấn).
Năm 248, cuộc khởi nghĩa của Triệu Thị Trinh (tức Bà Triệu) bị thứ sử Giao Châu là Lục Dận (Đông Ngô - cháu Lục Tốn) dập tắt.
Thái thú Tôn Tư (孫諝) cai trị Giao Châu tàn ác, dân chúng quận Giao Chỉ và Nhật Nam nổi dậy. Vua Đông Ngô là Tôn Hưu sai Đặng Tuân sang làm sát chiến để giám sát Tôn Tư nhưng cả hai lại cùng hợp tác vơ vét của cải nhân dân. Năm 263, Lã Hưng, viên quan ở quận Giao Chỉ, cùng hào kiệt nổi dậy giết chết Tư và Tuân, mang quận Giao Chỉ về hàng Tào Ngụy dù lúc đó bị ngăn cách về địa lý. Đến năm 264, trước hành động của Lã Hưng kèm theo nguy cơ mất cả Giao Châu, Ngô Cảnh Đế Tôn Hưu vội chia tách Giao châu thành hai châu Quảng Châu (trị sở tại Phiên Ngung, nay là thành phố Quảng Châu) và Giao Châu (trị sở tại Long Biên, nay thuộc huyện Gia Lâm, Hà Nội). Giao châu mới chỉ gồm 4 quận còn lại phía nam là Hợp Phố, Giao Chỉ, Cửu Chân và Nhật Nam.
Cuối năm 263, Tào Ngụy tiến hành chiến dịch tiêu diệt Thục Hán thành công. Năm 264, quyền thần nhà Ngụy là Tư Mã Chiêu nhân danh Ngụy Nguyên Đế phong cho Lã Hưng làm An Nam tướng quân, coi việc binh ở Giao châu và sai Hoắc Dặc (tướng cũ Thục Hán) làm Thứ sử Giao châu (nhưng vẫn ở Nam Trung, không trực tiếp sang Giao Châu). Cuối năm 264, Lã Hưng bị thủ hạ là công tào Lý Thống giết chết.
Năm 265, Nhà Tấn cướp ngôi nhà Ngụy, cử Dương Tắc làm thái thú Giao Chỉ, Đổng Nguyên làm thái thú Cửu Chân. Từ đây, Giao Châu thuộc quyền nước Tấn. Nước Đông Ngô tiến hành chiến tranh với Tấn để tranh giành Giao Châu và Quảng Châu.
Đào Hoàng, bề tôi của Đông Ngô đánh chiếm được Giao Chỉ và Cửu Chân, được làm thứ sử Giao Châu. Giao Châu lại thuộc Đông Ngô nhưng vẫn chia riêng với Quảng Châu. Sau này Tôn Hạo phong cho Đào Hoàng làm Giao Châu mục. Sau khi Tôn Hạo đầu hàng nhà Tấn (280) thì Đào Hoàng hàng phục nhà Tấn và được giữ nguyên chức cũ.
Năm 353, thứ sử Giao Châu là Nguyễn Phu (nhà Đông Tấn) đánh vua Lâm Ấp do nước này hay ra cướp phá hai quận Nhật Nam và Cửu Chân. Năm 413, vua Lâm Ấp là Phạm Hồ Đạt lại ra cướp phá Cửu Chân, bị thứ sử Đỗ Tuệ Độ đuổi đánh, chém được tướng Lâm Ấp bắt sống hơn 100 người.
Năm 471 (thời Nam Bắc triều), nhà Lưu Tống tách khu vực Hợp Phố ra khỏi Giao Châu và hợp với một số quận khác để lập ra Việt Châu. Khi đó Giao Châu chia ra thành 8 quận, bao gồm: Giao Chỉ, Vũ Bình, Cửu Chân, Cửu Đức, Nhật Nam, Nghĩa Xương, Tống Bình (Tống thư chỉ liệt kê tên gọi của 7 quận).
Thời Nam Tề (479-502), Giao Châu gồm 9 quận: Giao Chỉ, Cửu Chân, Vũ Bình, Tân Xương, Cửu Đức, Nhật Nam, Tống Bình, Nghĩa Xương, Tống Thọ (năm 480 cắt về Việt Châu). Khi Lý Bí nổi lên đánh đuổi thứ sử Tiêu Tư tàn ác, thì vua nhà Lương cử Dương Phiêu sang làm thứ sử Giao Châu, và sai Trần Bá Tiên đem quân đánh Lý Bí.

## Phủ Giao Châu Nhà Đường
Năm Vũ Đức thứ 5 (622), Nhà Đường sau khi lên thay nhà Tùy, đã đặt ra tổng quản phủ Giao Châu (Giao Châu tổng quản phủ), quản lãnh 10 châu: Giao Châu, Phong Châu, Ái Châu, Tiên Châu, Diên Châu, Tống Châu, Từ Châu, Hiểm Châu, Đạo Châu, Long Châu, bao trùm miền Bắc Việt Nam. Quan đứng đầu phủ Giao Châu là đại tổng quản Khâu Hòa, vốn là thái thú Giao Chỉ.
Năm 679, Giao Châu đô đốc phủ đổi thành An Nam đô hộ phủ, chia làm 12 châu, trong đó có Giao Châu. Giao Châu mới bao gồm 8 huyện: Tống Bình, Long Biên, Chu Diên, Giao Chỉ, Bình Đạo, Vũ Bình, Nam Định, Thái Bình và chỉ là một phần nhỏ của miền Bắc Việt Nam. 11 châu còn lại là: Lục Châu, Phúc Lộc Châu, Phong Châu, Thang Châu, Chi Châu, Võ Nga Châu, Võ An Châu, Ái Châu, Hoan Châu, Diễn Châu, Trường Châu. Quan cai trị An Nam đô hộ phủ gọi là đô hộ.
Thời này xuất hiện nhà sư La Quý là 1 đaị sư nổi tiếng đã trồng cây gạo nối Long Mạch do Cao Biền trấn yểm, từ đó khai sinh ra Lý Công Uẩn (Triều Lý)
Tuy miền Bắc Việt Nam chính thức không còn gọi là Giao Châu nữa (đổi là An Nam, sau lại đổi là Tĩnh Hải), nhưng sử sách Trung Quốc vẫn quen gọi nơi đây là xứ Giao Châu.

## Phủ Giao Châu Nhà Minh
Nhà Minh vào đầu thế kỷ XV sau khi xâm chiếm Việt Nam lại khôi phục phủ Giao Châu. Phủ Giao Châu là một trong 15 phủ (sau tăng lên 17 phủ), cùng với 5 châu lớn khác nằm trong tỉnh Giao Chỉ, tức địa bàn Việt Nam thời bấy giờ.
Sau khi Lê Lợi đánh đuổi quân Minh lên làm vua, ông đã bỏ các đơn vị hành chính cũ và chia cả nước thành 5 đạo. Các tên gọi Giao Châu và Giao Chỉ với tư cách là những đơn vị hành chính chính thức đã chấm dứt từ đó.

## Địa Lý Phong Thủy
Từ xa xưa các Thái Thú nhà Hán đã tấu về Triều đình về các bùa phép của bộ tộc phương Nam có thể điều khiển thú rừng và đánh trận. Các thầy bùa có thể ban phép để quân sĩ hăng hái đánh trận.
Sau thời Cao Biền xuất hiện các đại sư La Quý, và đặc biệt sau này có sư Vạn Hạnh giỏi về Phong thủy đã xây dựng nên kinh đô Thăng Long

## Thủ phủ Giao Châu qua các thời kỳ
- Huyện Luy Lâu/Liên Lâu 羸婁 (111 TCN - 106 TCN)
- Huyện Long Biên (thời Tây Hán)
- Huyện Luy Lâu (thời Đông Hán)
- Huyện Mê Linh (thời Đông Hán)
- Huyện Quảng Tín 廣信 (106 TCN - 210 SCN)
- Huyện Phiên Ngung/Phiên Ngu 番禺 (210 - 226)
- Huyện Long Uyên 龍淵 (226; 264 - 544; 602 - 605)
- Huyện Giao Chỉ 交趾 (605 - 627)
- Huyện Tống Bình (từ năm 607)
- Đại La